# 天山郁金香
天山郁金香（学名：Tulipa tianschanica）是百合科郁金香属的植物。分布于中亚山区以及中国大陆的新疆等地，生长于海拔1,000米至1,800米的地区，一般生长在山地草原地带，目前尚未由人工引种栽培。